# Habronyx nigricornis
Habronyx nigricornis là một loài tò vò trong họ Ichneumonidae.